# Nanthela tonkinensis
Nanthela tonkinensis är en spindelart som först beskrevs av William Syer Bristowe 1933.  Nanthela tonkinensis ingår i släktet Nanthela och familjen ledspindlar.
Artens utbredningsområde är Vietnam. Inga underarter finns listade i Catalogue of Life.